# Pradoxa
Pradoxa là một chi ốc biển, là động vật thân mềm chân bụng sống ở biển thuộc họ Muricidae, họ ốc gai.

## Các loài
Các loài thuộc chi Pradoxa bao gồm:
- Pradoxa confirmata (Fernandes & Rolán, 1990)[2]
- Pradoxa thomensis (Fernandes & Rolan, 1990)[3]